# Vase néolithique de Belloy-sur-Somme
Le Vase néolithique de Belloy-sur-Somme est une poterie préhistorique de la période néolithique trouvée en 1886 à Belloy-sur-Somme, dans la Somme. Il est conservé au Musée de Picardie, à Amiens.

## Historique
Le vase de Belloy-sur-Somme témoigne de l'installation des premières communautés agricoles dans la vallée de la Somme, vers le milieu du Ve millénaire av. J.-C.. Il a été trouvé fortuitement en 1886 dans le marais de Belloy, sous la couche de tourbe qui recouvre le tuf, par un habitant du lieu, et fut donné par la suite au Musée de Picardie.

## Description
Il s'agit d'un vase à col en argile mêlée de petits graviers, de couleur brunâtre. Le fond est arrondi comme une outre en peau et trois petites anses latérales indiquent qu'il devait être suspendu afin de protéger les denrées qu'il contenait des prédateurs.
Ce vase en terre cuite n'a pas été fabriqué au tour de potier mais par la technique du colombin cuit à l'air libre, à 600° vraisemblablement. Le décor est réalisé à l'aide d'un peigne à dents larges, permettant de répéter le motif sur quatre rangées juxtaposées, formant des sortes de guirlandes. L'abbé Breuil, préhistorien, a cru y déceler le motif d'un oiseau, les ailes déployées.